# Baphiastrum elegans
Baphiastrum elegans là một loài thực vật có hoa trong họ Đậu. Loài này được (Lester-Garland) De Wild. mô tả khoa học đầu tiên năm 1925.